# Tibloc
Tibloc – niewielki i lekki (39 g) przyrząd zaciskowy używany m.in. w sytuacjach awaryjnych do podchodzenia na linie.
Stosowany jest między innymi do wychodzenia z szczelin lodowcowych zamiast prusika.
Przyrząd został skonstruowany i opatentowany przez firmę Petzl (również jako znak towarowy).

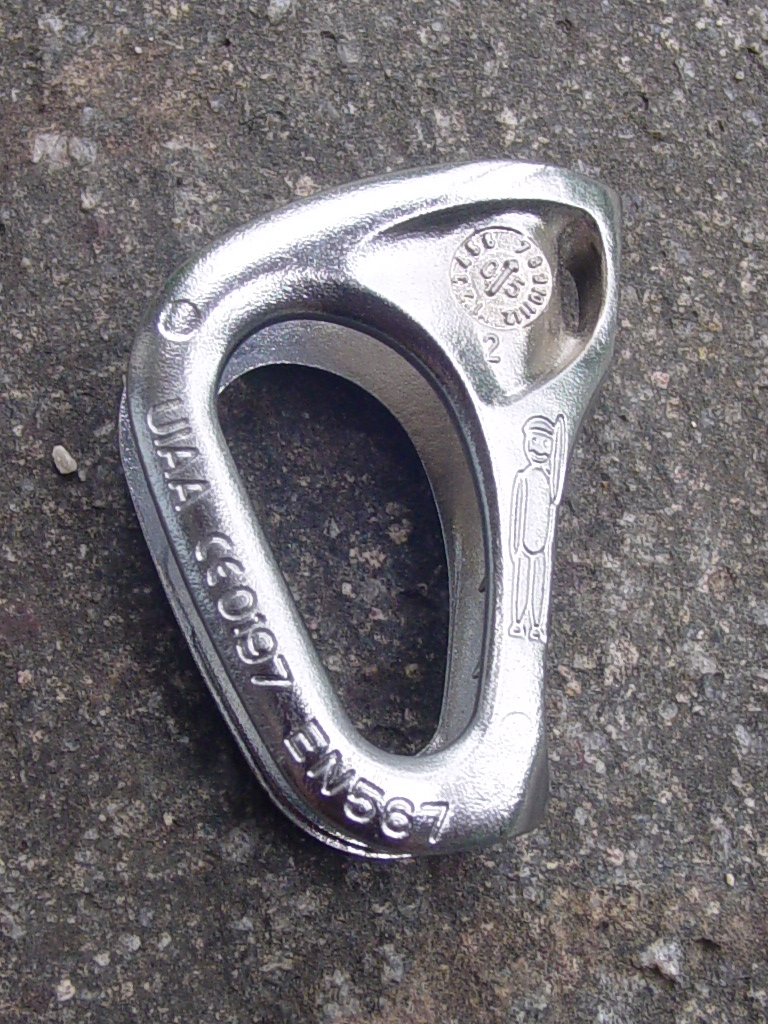
Tibloc: widok z boku
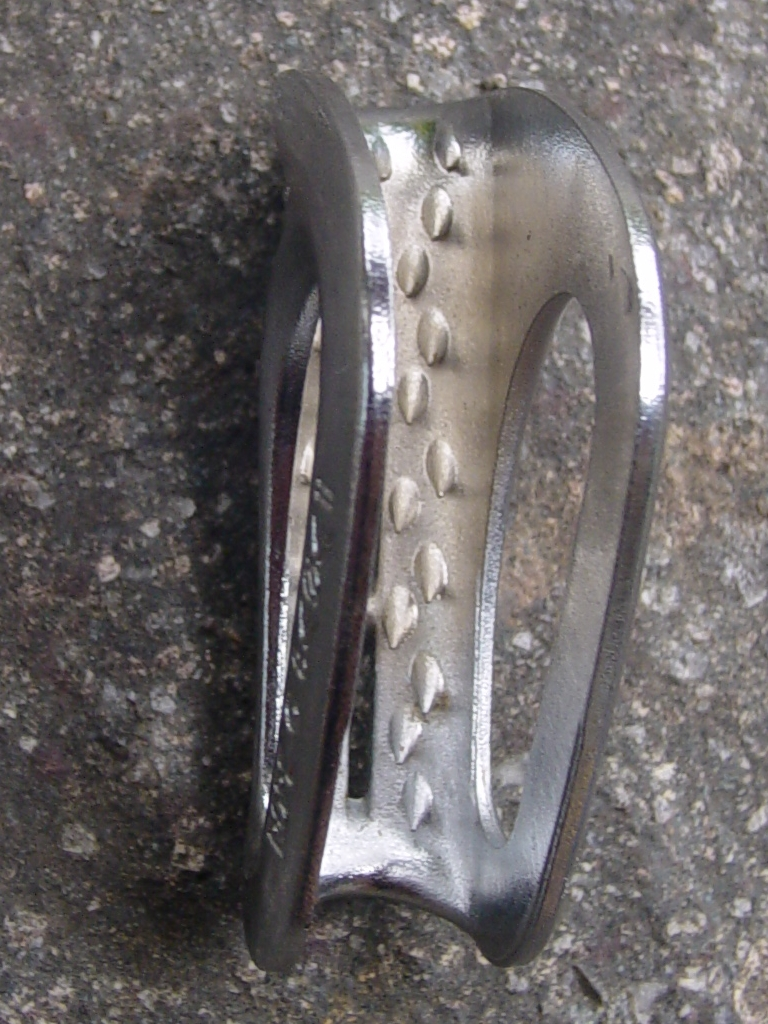
Widok na wewnętrzne ząbki blokujące linę
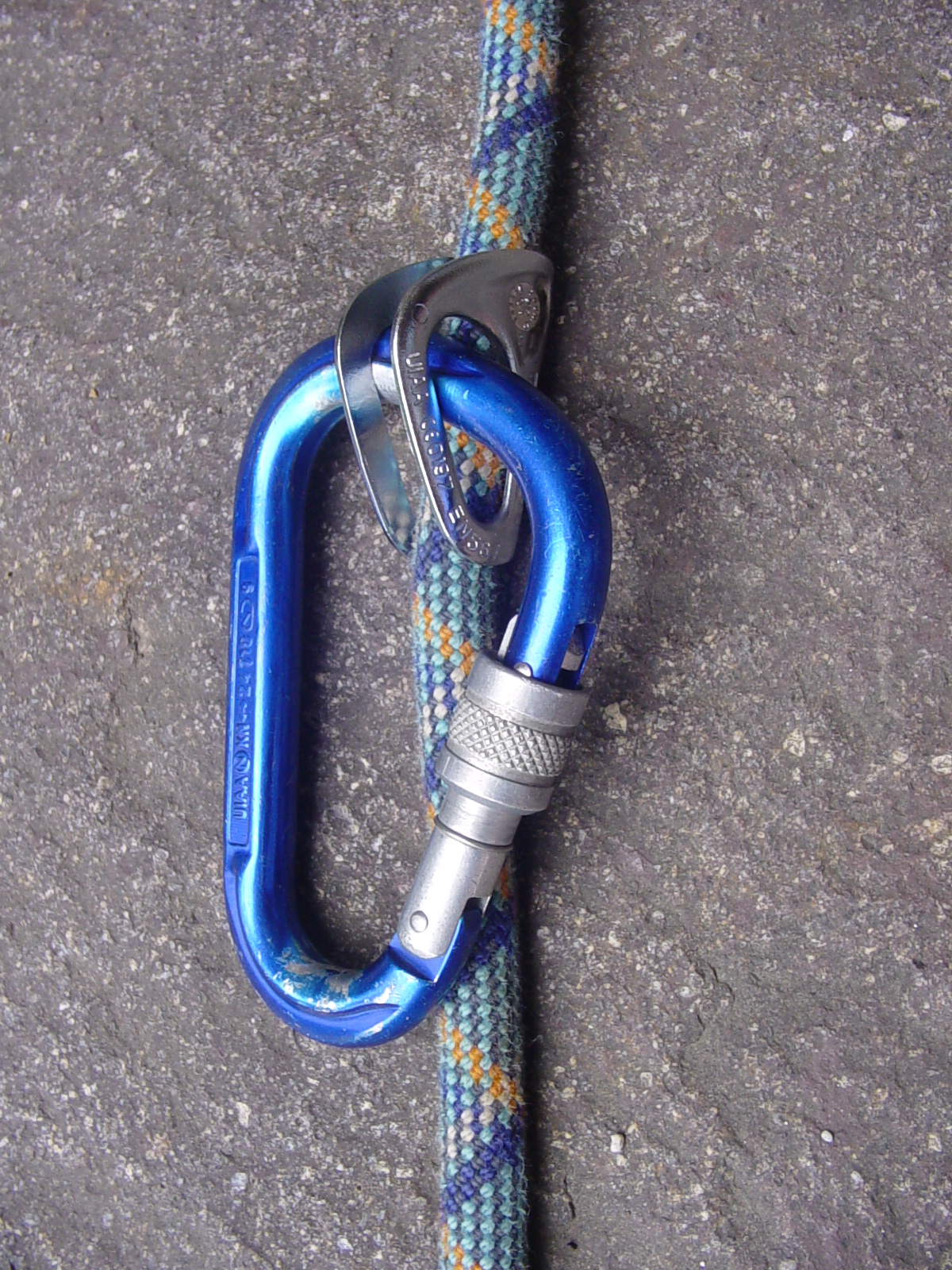
Tibloc wpięty do liny za pomocą karabinka